# 小行星86043
小行星86043（86043 Cévennes）是一颗绕太阳运转的小行星，为主小行星带小行星。该小行星于1999年7月19日发现。
該小行星以法國的塞文國家公園命名。

## 轨道参数
小行星86043的轨道半长轴为438 869 956 km，2.9336227 UA，离心率为0.167。